# Cristo '63
Cristo '63 è un'opera teatrale di Carmelo Bene andata in scena un'unica volta nel 1963 al Teatro Laboratorio di Roma. Lo spettacolo venne filmato dal regista Alberto Grifi  con due macchine da presa, il fotografo di scena fu Claudio Abate .

## Trama
Lo spettacolo ripercorre gli ultimi momenti della vita di Gesù. Dopo l'Ultima Cena, egli viene tradito da Giuda Iscariota, che lo vende ai messi del Gran Sacerdote il quale, dopo averlo giudicato un bestemmiatore, lo consegna ai Romani. Il fedele Giovanni, il più giovane tra gli apostoli, Maria e la Maddalena seguono Cristo nel suo processo, fino alla flagellazione e alla morte per crocifissione.

## Happening
Come Addio porco anche Cristo '63 era uno spettacolo senza copione e molto improvvisato; «si andava in scena alla prima», salvo alcune idee pre-determinate che costituivano il soggetto o un accenno di trama raffazzonata. Quindi si può parlare benissimo di un happening provocatorio tra il derisorio e il blasfemo. Da alcuni appunti tratti dal suo Grande Manifesto, scritto a Piedralaves nel 1963, Alberto Greco fornì dei ragguagli circa alcune delle caratteristiche del Cristo '63:

## Lo scandalo
L'opera dette adito ad aspre polemiche per via della presenza di una rappresentazione non convenzionale della crocifissione, giudicata blasfema.
Inoltre l'esibizione fu contornata da episodi grotteschi, scandali e irruzioni della polizia. Gli attori furono accusati di essere saliti ubriachi sul palcoscenico, in particolare uno di essi, l'argentino Alberto Greco, che impersonava l'apostolo Giovanni, urinò dal palco verso il pubblico, insozzando tra l'altro il connazionale ambasciatore argentino in Italia che stava assistendo allo spettacolo in compagnia della moglie
.
Carmelo Bene, nei panni del Cristo, onde evitare il peggio, tolse la luce, ma i fotografi, con flash a raffiche, scattarono una gran quantità di foto che, se da un lato svelavano quello sfacelo, dall'altro contribuirono all'assoluzione, che verrà comunque un bel po' di tempo dopo.

## La chiusura del Teatro Laboratorio
In seguito a questi fatti Carmelo Bene, rendendosi irreperibile, fu condannato in contumacia a otto mesi con la condizionale, essendo stato messo in allerta da un amico avvocato, un habitué del locale lì presente al fattaccio che gli consigliò di non farsi vedere in giro per un po' di tempo, «almeno tre giorni e tre notti», altrimenti gli sarebbe toccato il «processo per direttissima per atti osceni in luogo pubblico, turpiloquio, vilipendio e oltraggio»; lo spettacolo venne così sospeso con l'accusa di violare la legge a tutela della pubblica moralità; ma forse la cosa più grave, e certamente non di minore importanza, era costituita dall'incidente diplomatico con l'Argentina.
Carmelo Bene sparì dalla circolazione per circa un mese, cambiando domicilio ogni tre giorni, «travestito da arabo ammantato alla maniera berbera», con indumenti ceduti da alcuni suoi amici nordafricani.
Anche le registrazioni di Alberto Grifi furono sequestrate dalla polizia: probabilmente vennero distrutte e sono da considerarsi perdute. Alberto Greco, del quale nei giorni successivi vennero pubblicate delle foto, nudo dalla vita in giù, venne costretto dalle autorità a lasciare l'Italia. Il Teatro Laboratorio, fondato dallo stesso Carmelo Bene due anni prima, fu definitivamente costretto alla chiusura. Bene di questo fattaccio racconta...
Giuliana Rossi, allora moglie di Carmelo Bene, fornisce una versione diversa dell'accaduto, sebbene non fosse presente allo spettacolo: fu Carmelo che orinò addosso al pubblico, facendo poi ricadere la colpa su Alberto Greco. Oltretutto, Giuliana racconta che il Cristo '63 venne escogitato ad hoc da Carmelo per far così chiudere il locale, dato che richiedeva troppe spese ormai non più sostenibili.

## La replica diCristo '63
La stessa rappresentazione teatrale del Cristo '63 ebbe una successiva replica in una villa sulla Cassia Antica messa appositamente a disposizione da una facoltosa gallerista, col solo scopo di far rivivere quel fatidico happening, comprensivo di tafferugli; e questa volta furono i Re Magi che si misero a orinare addosso alle signore impellicciate.

## L'assoluzione
Il processo andò avanti per qualche anno. Alla fine venne esclusa ogni responsabilità, sia nei confronti di Carmelo Bene, estraneo ai fatti, che dell'ormai deceduto Alberto Greco, morto suicida nel 1966. Nonostante le prove e la sentenza di assoluzione a formula piena, ci fu da parte di diversi giornalisti, benché diffidati, un'ostinata intenzione ad attribuire a Carmelo Bene quel fatidico piscio.

## Curiosità
Nella locandina esterna, dipinta a mano, del Cristo '63 in basso a sinistra, si poteva leggere "riduzioni I.N.R.I." 